# بيوتر إيبرهارت
بيوتر إيبرهارت (بالبولندية: Piotr Eberhardt)‏ (و. 1935 – م) هو جغرافي، من بولندا، ولد في وارسو.